# Taipinus rotundatus
Taipinus rotundatus – gatunek chrząszcza z rodziny stonkowatych i podrodziny Chrysomelinae.
Gatunek tan opisany został w 2007 roku przez Igora K. Łopatina na podstawie parki odłowionej w okolicy wsi Lujing.
Chrząszcz o zaokrąglonym, silnie wypukłym ciele długości 3,8 mm. U samca wierzch ciała ciemnozielony, spód smoliście czarny z brązowym zatułowiem i podgięciami pokryw, nadustek brązowy, a czułki, odnóża, warga górna, żuwaczki i głaszczki szczękowe czerwone. U samicy wierzch ciała złocistoczarny, a czułki i odnóża rdzawobrązowe, z wyjątkiem wierzchołkowej połowy czułków i środkowej części ud, które są czarnobrązowe. Nadustek i przedplecze delikatnie szagrynowane. Na przedpleczu brak trichobotriów, a jego boczne obrzeżenia są nieco szersze w pobliżu lekko stępionych kątów tylnych. Nie dłuższe niż szersze i u nasady nie szersze niż przedplecze pokrywy są delikatnie i rzadko punktowane.
Owad znany tylko z południowo-wschodniego Gansu w Chinach.